# 菅井宏美
菅井 宏美（すがい ひろみ）は東京都出身のシンガーソングライター。

## 略歴
2008年音楽活動開始。
2010年に金山典世と「ツヅリ・ヅクリ」を結成し、ボーカルとピアノを担当している。
ツヅリ・ヅクリのCDのジャケットやグッズなどの絵も手掛けている他、
大人の駄菓子屋のニンジンジュース、大阪の鍼灸治療院の挿絵の作成なども手掛けている
。
2015年6月から静岡のTOKAIケーブルネットワークコミュニティーチャンネル　デジタル12chの「みしらじTV」のアシスタントとして出演していた。
現在、横浜市磯子区洋光台のH.P.MusicSchoolのボーカル講師を務めている。

## 学歴
多摩美術大学卒業

## ディスコグラフィー
ダウンロード配信　
- 2009年10月7日　『さよなら僕は』　レーベル：MW　RECORDS　規格品番：DLCR09101 [4]

自主制作CD
- 2010年5月11日　『美しい街』[5]
- 2012年3月31日　『return』　[5]
- 2015年6月14日　『こんな夜さえ月ありて』MU-MUSIC　[6]
- 2020年7月29日　『透きとおる世界がきこえる』MU-MUSIC　[7]
- 2022年5月18日　『苺一絵』MU-MUSIC　[8]

廃盤
- 『帰り道』[9]
- 『風すさぶこの世界』[10]

## ライブ
レコ発ワンマンライブ
- 2015年6月14日　『遠吠えは柵を越えて。』
- 2022年5月15日　『きょうのおと、苺一絵』

菅井宏美×ひなたなほこ　2マンライブ
- 2014年11月14日　『恋するウサギ1』
- 2015年3月2日　　『恋するウサギ2』
- 2015年9月29日 　『恋するウサギ3』
- 2016年10月6日 　『恋するウサギ4』

（開催場所は全て代官山NOMAD）　　